# Archytas willistoni
Archytas willistoni är en tvåvingeart som beskrevs av Charles Howard Curran 1925. Archytas willistoni ingår i släktet Archytas och familjen parasitflugor. Inga underarter finns listade i Catalogue of Life.